# Dana Bergrath
Dana Bergrath (* 24. April 1994 in Aachen, Nordrhein-Westfalen) ist eine deutsche Leichtathletin, die sich auf den Speerwurf spezialisiert hat.

## Berufsweg
Bergrath studiert Linguistik. Zunächst war sie an der Universität Bonn, dann an der Universität zu Köln.

## Sportliche Karriere
Inspiriert durch ihren Vater, einem ehemaligen Sprinter, kam Dana Bergrath im Grundschulalter zur Leichtathletik, wobei der Ballwurf ihre stärkste Disziplin war. Beim DJK Rasensport Aachen-Brand nahm sie zum ersten Mal einen Speer in die Hand, und beflügelt durch die großen Erfolge der Leverkusenerin Steffi Nerius, blieb sie bei dieser Disziplin.
2009 wurde Bergrath als Schülerin W15 mit 44,80 m Nordrheinrekordhalterin. 2010 kam sie bei den Deutschen U18-Hallenmeisterschaften in Halle (Saale) auf den 10. Platz. 2011 belegte sie in Leverkusen bei den Deutschen U18-Winterwurfmeisterschaften den 5. Platz und holte Bronze bei den Deutschen U18-Meisterschaften in Jena. 2012 wurde sie in Sindelfingen Deutsche U20-Winterwurfvizemeisterin. 2013 errang sie den 4. Platz bei den Deutschen U20-Meisterschaften in Rostock.
2014 erreichte Bergrath bei den Deutschen Hochschulmeisterschaften in Kassel und den Deutschen U23-Meisterschaften in Wesel jeweils auf den 5. Platz. Bei den Deutschen Meisterschaften in Ulm kam sie auf den 10. Platz. 2015 belegte sie bei den Deutschen U23-Meisterschaften in Wetzlar den 3. Platz. 2016 wurde sie in Paderborn Deutsche Hochschulvizemeisterin und belegte bei den Deutschen Meisterschaften in Kassel den 7. Platz. In Wattenscheid wurde sie Deutsche U23-Vizemeisterin. 2017 wurde sie in Kassel erneut Deutsche Hochschulvizemeisterin und erreichte bei den Deutschen Meisterschaften in Erfurt den 11. Platz.
2018 erfüllte Bergrath Anfang Juni beim Speerwurfmeeting in Offenburg mit 60,06 m die Norm von 60,00 m für die Europameisterschaften in Berlin und bestätigte ihre Form fünf Wochen später in Luzern bei der Spitzen Leichtathletik Luzern mit persönlicher Bestleistung von 60,60 m. Die Deutschen Meisterschaften in Nürnberg schloss Bergrath auf dem 5. Platz ab. Bei den Europameisterschaften schied Bergrath in der Qualifikation aus.
Bei den Deutschen Meisterschaften 2022 belegte Bergrath den zweiten, 2023 den dritten Rang. Bei den Deutschen Winterwurf-Meisterschaften erreichte sie 2023 und 2024 jeweils den dritten Rang.
Bergrath gehört seit der Leistungssportreform 2017/18 dem Ergänzungskader des Deutschen Leichtathletik-Verbandes (DLV) an und war zuvor im B-Kader des DLV.

## Vereinszugehörigkeiten
Dana Bergrath ist seit Herbst 2010 beim TSV Bayer Leverkusen und war zuvor beim DJK Rasensport Aachen-Brand.

## Bestwerte
(Stand: 9. August 2018)

Leistungsentwicklung
| Jahr | DLV     | IAAF    |
| ---- | ------- | ------- |
| 2009 | 44,80 m |         |
| 2010 | 42,76 m | 39,85 m |
| 2011 | 48,39 m | 47,80 m |
| 2012 | 50,39 m | 50,39 m |
| 2013 | 46,77 m | 46,77 m |
| 2014 | 51,22 m | 50,30 m |
| 2015 | 51,62 m | 51,07 m |
| 2016 | 54,96 m | 54,96 m |
| 2017 | 56,96 m | 56,96 m |
| 2018 | 60,60 m | 60,60 m |

Persönliche Bestleistung
- 60,60 m (Lausanne, Spitzen Leichtathletik Luzern, 9. Juli 2018)

## Erfolge
national
- 2010: 10. Platz Deutsche U18-Winterwurfmeisterschaften
- 2011: 5. Platz Deutsche U18-Winterwurfmeisterschaften
- 2011: 3. Platz Deutsche U18-Meisterschaften
- 2012: Deutsche U20-Winterwurfvizemeisterin
- 2013: 4. Platz Deutsche U20-Meisterschaften
- 2014: 5. Platz Deutsche Hochschulmeisterschaften[2]
- 2014: 5. Platz Deutsche U23-Meisterschaften
- 2014: 10. Platz Deutsche Meisterschaften
- 2015: 3. Platz Deutsche U23-Meisterschaften
- 2016: Deutsche Hochschulvizemeisterin[3]
- 2016: 7. Platz Deutsche Meisterschaften
- 2016: Deutsche U23-Vizemeisterin
- 2017: Deutsche Hochschulvizemeisterin[4]
- 2017: 11. Platz Deutsche Meisterschaften
- 2018: 5. Platz Deutsche Meisterschaften

international
- 2018: 20. Platz Europameisterschaften